# مخملين

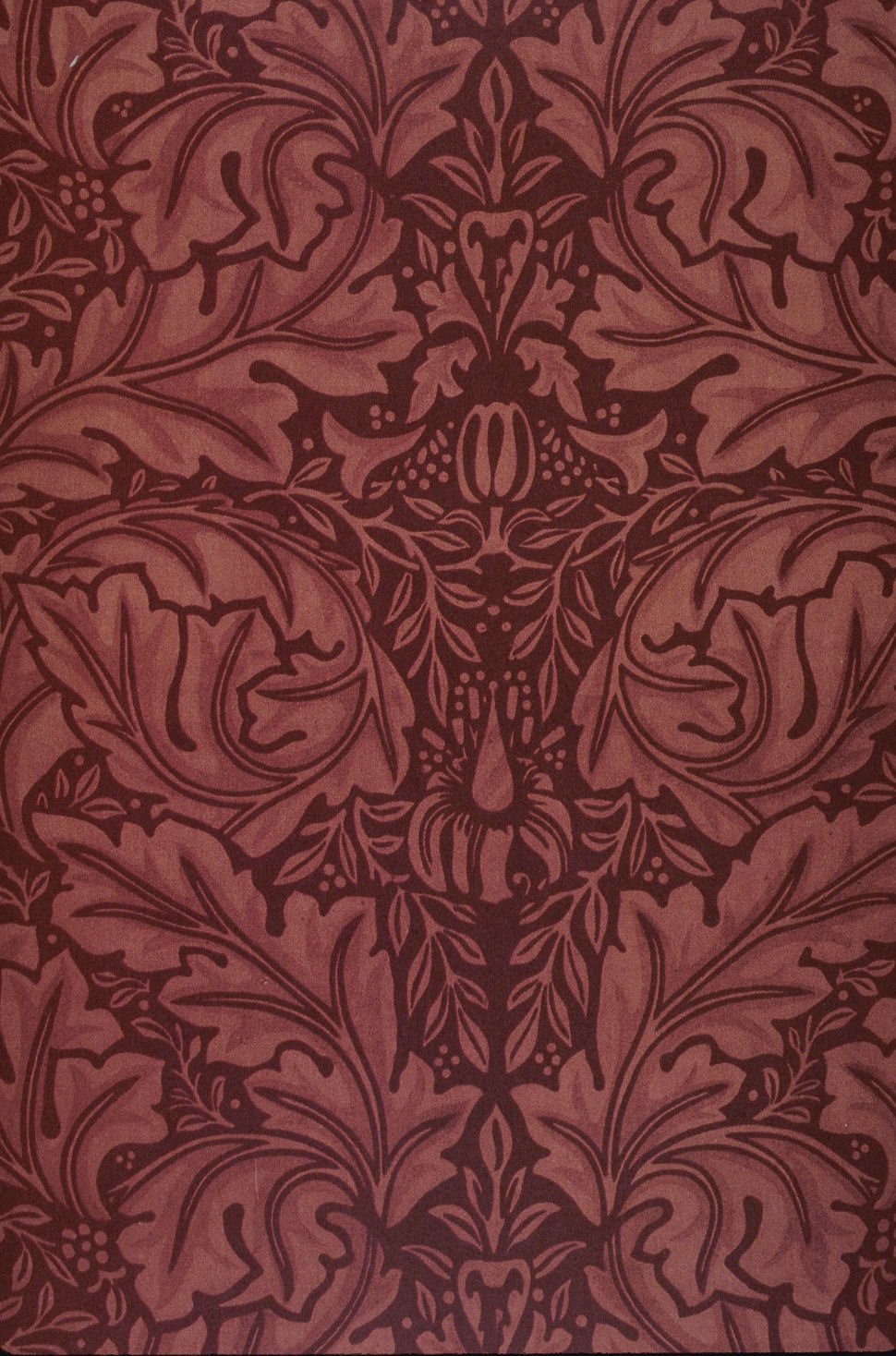
طباعة خشبية للمخملين من تصميم وِليَم مورِس

المُخْمَلين هو نوع من النسيج مصنوع لتقليد المخمل وهو نوع من نسيج الوبر. يُجري هذا المصطلح على مزيج من الحرير والقطن . بعض المُخملين هو نوع من الفُسطاطي لها خط من وبر المخمل بالتناوب مع انخفاض بسيط. هذا النسيج له وبر قصير (لا تزيد عن 3 مم) ويجري ضبطه عن كثب. يتميز المخملين عن الُمخمل بجسم أكبر وأنه لا ينثني بسهولة وله لمعان أقل.